# Franz von Schneider

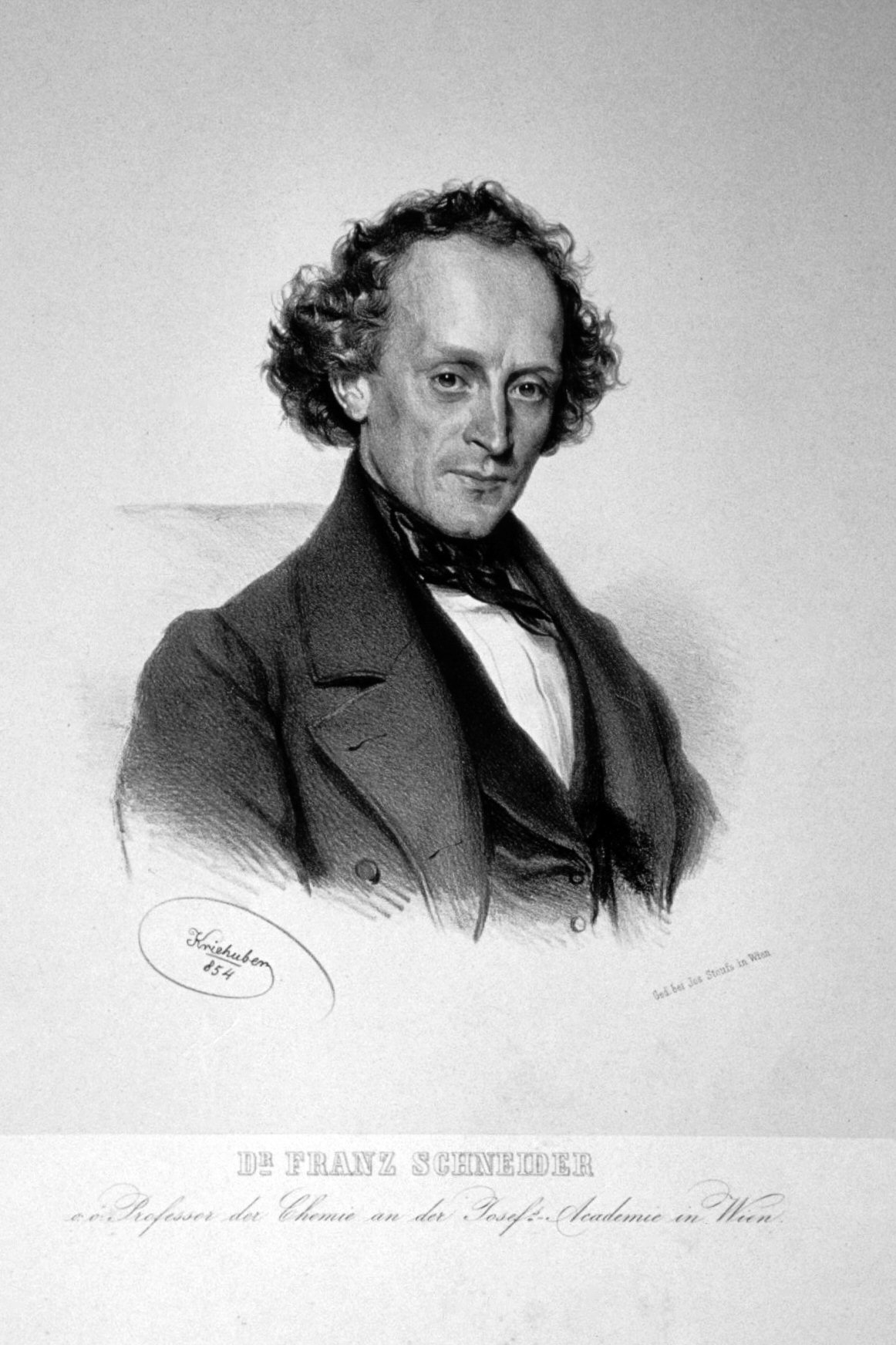
Franz von Schneider, Lithographie von Josef Kriehuber, 1854

Franz Seraph Cölestin Schneider, ab 1885 Ritter von Schneider (* 28. September 1812 in Krems an der Donau; † 29. November 1897 in Wien) war ein österreichischer Chemiker und Mediziner.

## Leben
Der Sohn des Schneidermeisters Jakob Schneider und dessen Frau Anna Maria geb. Barth besuchte das Gymnasium und die Philosophische Lehranstalt seiner Heimatstadt Krems. 1833 trat er unter dem Ordensnamen Cölestin in das Stift Göttweig ein, das er nach zwei Jahren während des Noviziats wieder verließ. Seinen Ordensnamen legte er jedoch nicht ab. 1836 begann Schneider ein Studium der Medizin an der Universität Wien. Im Jahre 1842 erwarb er den Titel eines Doktors der Medizin und Magisters der Obstetrik, 1843 wurde er zum Doktor der Chirurgie promoviert. Anschließend praktizierte Schneider bis 1846 in Herzogenburg und wurde danach Assistent von Adolf Martin Pleischl am Lehrstuhl für Chemie der Wiener Universität. Wegen seines Engagements während der Märzrevolution wurde Schneider, wie auch Pleischl, 1848 entlassen und musste Wien verlassen. Er ging nach Prag und wurde an der Karls-Universität Mitarbeiter von Josef Redtenbacher. Im Jahr darauf bewarb sich Schneider erfolglos um einen Lehrstuhl an der Medizinisch-Chirurgischen Lehranstalt Salzburg. 1850 wurde er in Wien auf dem Gebiet der speziellen anorganischen und organischen Chemie habilitiert. Zwei Jahre später wurde er als Professor der chirurgischen Vorbereitungswissenschaften an das Wiener Feldärztliche Zöglingsinstitut berufen, wo er Physik, Chemie und Naturgeschichte lehrte. 1853 erhielt Schneider einen Ruf an die Königliche Ungarische Universität Pest, dessen Annahme ihm jedoch das Kriegsministerium untersagte. Mit der Umwandlung des Zöglingsinstituts zur Bildungsanstalt für Feldärzte im Rang einer Militärakademie übernahm Schneider 1854 den Lehrstuhl für Chemie. Schneider war von 1864 bis 1866 Gemeinderat der Stadt Wien und Mitglied der Kommission für den Bau der Ersten Wiener Hochquellenwasserleitung. 1868 wurde ihm der Orden der Eisernen Krone III. Klasse verliehen. Im Jahre 1870 folgte Schneider einem Ruf der Universität Wien und übernahm als Nachfolger von Josef Redtenbacher den Lehrstuhl für Allgemeine und Medizinische Chemie. Zwischen 1875 und 1876 war Schneider Dekan der Medizinischen Fakultät. In dieser Zeit rief er Adolf Lieben nach Wien. 1876 musste er auf Grund der Folgen eines 1871 durch einen Unfall entstandenen Augenschadens seine Lehrtätigkeit aufgeben und wurde Sanitätsreferent im Ministerium des Innern. Sein Nachfolger an der Universität wurde Ludwig Barth zu Barthenau.
Zwischen 1879 und 1888 stand Schneider dem Obersten Sanitätsrat als Präsident vor. 1880 wurde er Komtur des Franz-Joseph-Ordens. 1885 wurde er in den österreichischen Ritterstand erhoben. 1888 trat der Ministerialrat in den Ruhestand und wurde zum Hofrat ernannt. 1889 erfolgte seine Ernennung zum lebenslangen Mitglied des Herrenhauses.
Schneider war seit 1850 mit Therese Edle von Planer verheiratet. Er war der Vater des Archäologen Robert von Schneider, des Malers Richard von Schneider sowie Schwiegervater von Anton Weichselbaum.

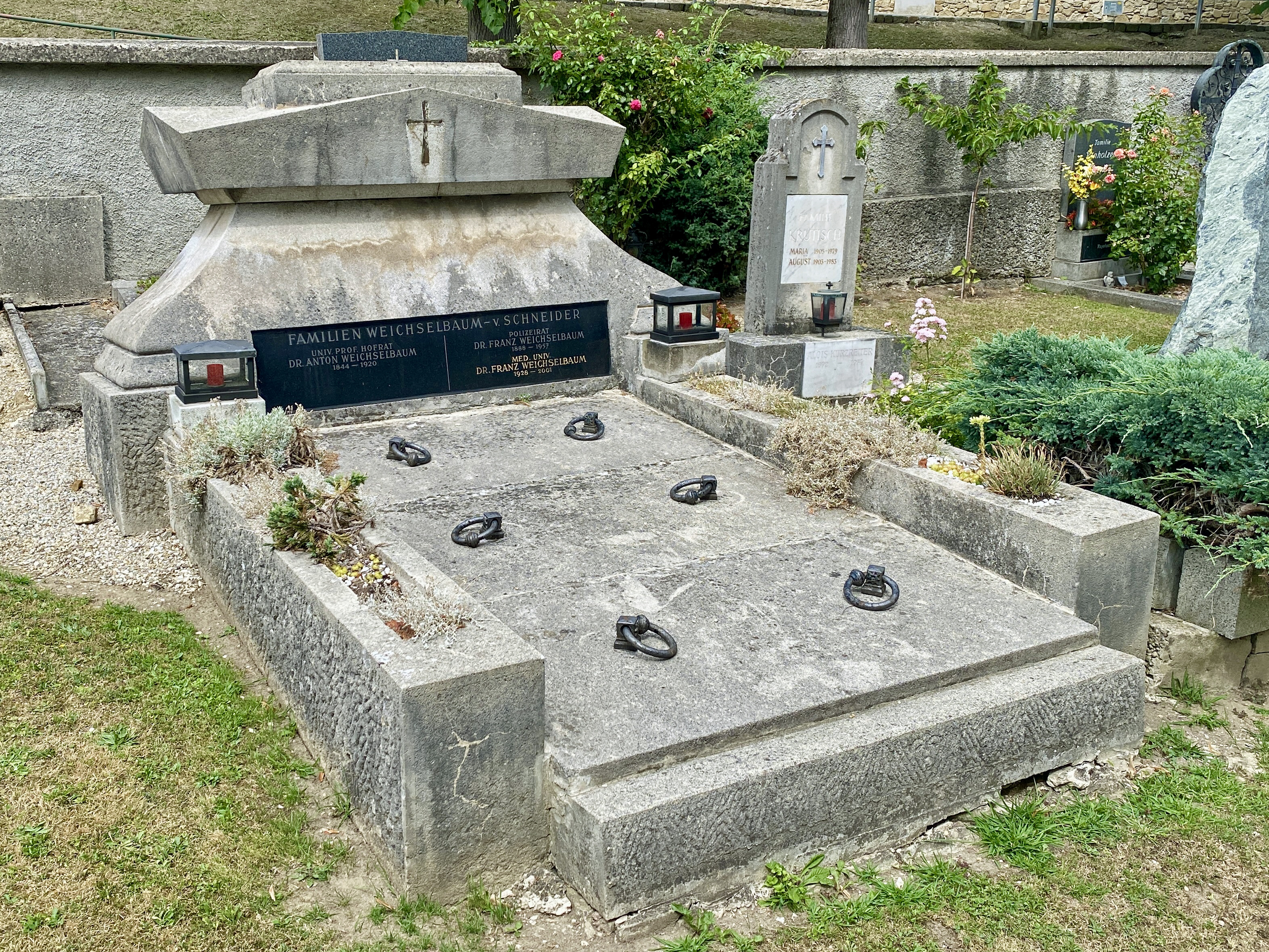
Grab von Franz von Schneider

Er wurde auf dem Weidlinger Friedhof bei Wien bestattet.

## Werk
Schneider war der letzte Wiener Chemiker der alten Schule, der Chemie und Medizin verband. Er war Begründer der forensischen Toxikologie in Österreich und entwickelte neue Verfahren zum Nachweis von Arsen und Quecksilber im menschlichen Körper. Weitere Verdienste erwarb er durch den Ausbau des österreichischen Sanitätswesens, die ersten Hygieniker an der Wiener Universität waren Schüler Schneiders. Außerdem erstellte er eine Vielzahl von Gutachten.

## Publikationen
- Grundzüge der allgemeinen Chemie, 1851
- Die gerichtliche Chemie, für Gerichtsarzte und Juristen, 1852, Auflagen erschienen auch in Niederländisch und Italienisch
- Anfangsgründe der Chemie, 1853, 1881
- Commentar zur neuen österreichischen Pharmacopöe, 2 Bde., 1855. Digitalisierte Ausgabe der Universitäts- und Landesbibliothek Düsseldorf